# Ferdinand Šrámek
Ferdinand Šrámek (31. května 1864 Jarpice – 2. ledna 1936 Praha) byl český politik, za Rakouska-Uherska na počátku 20. století poslanec Říšské rady.

## Biografie
Působil jako politik, publicista (redaktor časopisu Lučan a přispěvatel listů Den a Česká osvěta) a autor politických spisů. Původně pracoval v dílnách státních drah v Lounech a Praze. Od mládí byl politicky aktivní. Zasedal v obecním zastupitelstvu a městské radě v Lounech.
Na počátku století se zapojil i do celostátní politiky. Ve volbách do Říšské rady roku 1901 získal mandát na Říšské radě za všeobecnou kurii, obvod Mladá Boleslav, Benátky n. Jizerou, Turnov atd. K roku 1907 se profesně uvádí jako dělník. Inicioval zákon o povinném zřizování knihoven a čítáren v Čechách.
Byl vrchním oficiálem Československých státních drah.
Zemřel v lednu 1936 po delší nemoci.